# Kombinační obvod
Kombinační logické obvody jsou takové logické obvody, ve kterých stavy na výstupech závisí pouze na okamžitých kombinacích vstupních proměnných a nezávisí na jejich předchozích hodnotách, s výjimkou krátkého přechodového děje: Kombinační logické obvody nemají žádnou paměť předchozích stavů, takže jedné kombinaci vstupních proměnných odpovídá právě jediná výstupní kombinace funkčních hodnot.
U kombinačních logických obvodů se závislost výstupních funkčních hodnot na hodnotách vstupních proměnných popisuje pravdivostní tabulkou nebo pomocí logických výrazů.
Pro realizaci kombinačních obvodů je možné použít:
- pevné paměti
- programovatelná logická pole
- základní logické členy: NAND, AND, NOR, OR, apod.